# Thé dansant (événement gay)
 (juillet 2025).
Au milieu du xxe siècle, les thés dansants prenaient place le dimanche après-midi au sein de la communauté gay américaine, avec leurs origines remontant à New York dans les années 1950 et 1960. Ces événements festifs incluaient des danses traditionnelles, dont le service du thé, et servaient de lieu de rencontre pour les célibataires. Le nom même de ces rassemblements évoquait les thés dansants (en) de la campagne anglaise.

## Histoire
Jusqu’au milieu des années 1960, les bars de New York étaient soumis à des restrictions légales concernant la vente d’alcool aux personnes connues pour être homosexuelles. La police menait des descentes dans les établissements qui leur étaient destinés, ce qui a incité les hommes homosexuels de la région à chercher des alternatives. C’est ainsi que les thés dansants ont vu le jour en tant que lieux de rencontre en dehors de la ville. À New York, ces événements se déroulaient principalement à  Fire Island, à Cherry Grove et dans la région des Pines, le dimanche après-midi. Le choix de servir du thé plutôt que de l’alcool permettait de contourner les lois restrictives et rendait ces rassemblements plus acceptables. De plus, en se tenant l’après-midi, les participants pouvaient rentrer chez eux en prenant le ferry et être prêts à travailler le lundi matin. Ces thés dansants ont ainsi joué un rôle important dans la vie sociale et culturelle de la communauté gay à l’époque.
Au-delà de New York, les thés dansants ont perduré jusqu’aux années 1990 et au-delà, se tenant régulièrement dans des villes telles que Miami, Fort Lauderdale, Provincetown, Los Angeles et San Francisco.
Au fur et à mesure que les homosexuels gagnaient en acceptation et en protection légale, les thés dansants ont été intégrés aux événements nocturnes des clubs, notamment lors des circuit parties (en). Plus récemment, ces rassemblements ont connu une résurgence, en particulier dans des destinations de vacances prisées par la communauté gay, telles que Provincetown et  Fire Island.

## Voir également
- Molly house (en)